# Carrer del Pont (Caldes de Montbui)
El carrer del Pont és un vial al nucli de Caldes de Montbui (Vallès Oriental) protegit com a bé cultural d'interès local. És un carrer que forma part de l'antiga ciutat murallada de Caldes i porta de la plaça del Lleó al pont romànic. És un carrer documentat als anys 1311 i 1353. Era un carreró sense sortida. Un document del 1563 indica que el carrer antigament es deia "de Vulpsegura". Les cases que actualment es poden veure són, principalment, dels segles XIX i XX. La traça del carrer és força rectilínia. El tipus d'edificació corresponia fonamentalment a cases nobles amb una estructura bastant complexa de petit palau. Les cases són d'origen unifamiliar i l'alçada en general és d'una planta baixa i dues plantes. Es conserva la tradicional alineació del carrer.